# Atractus modestus
Atractus modestus este o specie de șerpi din genul Atractus, familia Colubridae, descrisă de Boulenger 1894. A fost clasificată de IUCN ca specie vulnerabilă. Conform Catalogue of Life specia Atractus modestus nu are subspecii cunoscute.